# Gemeentebelangen Overbetuwe
Gemeentebelangen Overbetuwe (GBO) is een lokale politieke partij uit de Nederlandse gemeente Overbetuwe (provincie Gelderland). De partij is ontstaan uit een fusie tussen de Dorpslijst Elst en Overbetuwe Lokaal.
Gemeentebelangen Overbetuwe was in 2007 met vijf zetels in de gemeenteraad vertegenwoordigd. In 2018 behaalde de partij vier zetels. In de gemeenteraadsverkiezing van 18 maart 2022 werd dit aantal verdubbeld naar 8 zetels.
Een overzicht van de behaalde zetels van GBO bij de gemeenteraadsverkiezingen sinds 2000:
| Gemeenteraadszetels | Gemeenteraadszetels | Gemeenteraadszetels | Gemeenteraadszetels | Gemeenteraadszetels | Gemeenteraadszetels |      |
| Partij              | 2000                | 2006                | 2010                | 2014                | 2018                | 2022 |
| ------------------- | ------------------- | ------------------- | ------------------- | ------------------- | ------------------- | ---- |
| GBO                 | -                   | 5                   | 5                   | 4                   | 4                   | 8    |
| Totaal              | 27                  | 27                  | 29                  | 29                  | 29                  | 29   |